# Comuna de Stoszowice
Stoszowice (em polonês/polaco: Gmina Stoszowice) é uma gminy (comuna) na Polónia, na voivodia de Baixa Silésia e no condado de Ząbkowicki. A sede do condado é a cidade de Stoszowice.
De acordo com os censos de 2004, a comuna tem 5 613 habitantes, com uma densidade de 51,1 hab./km².

## Área
Estende-se por uma área de 109,82 km², incluindo:
- área agricola: 62%
- área florestal: 32%

## Demografia
Dados de 30 de Junho 2004:
|                      | Total   | Total | Mulheres | Mulheres | Homens  | Homens |
| -------------------- | ------- | ----- | -------- | -------- | ------- | ------ |
|                      | pessoas | %     | pessoas  | %        | pessoas | %      |
| População            | 5613    | 100   | 2829     | 50,4     | 2784    | 49,6   |
| Densidade (pop./km²) | 51,1    | 100   | 25,8     | 25,8     | 25,4    | 25,4   |

De acordo com dados de 2002, o rendimento médio per capita ascendia a 1287,38 zł.

## Subdivisões
- Budzów, Grodziszcze, Jemna, Lutomierz, Mikołajów, Przedborowa, Różana, Rudnica, Srebrna Góra, Stoszowice, Żdanów.

## Comunas vizinhas
- Bardo, Dzierżoniów, Kłodzko, Nowa Ruda, Piława Górna, Ząbkowice Śląskie